# Szuflodziobki
Szuflodziobki (Machaerirhynchidae) – monotypowa rodzina małych, leśnych ptaków z podrzędu śpiewających (Oscines) w obrębie rzędu wróblowych (Passeriformes). 

## Zasięg występowania
Rodzina obejmuje gatunki występujące w północno-wschodniej Australii, na Nowej Gwinei i kilku sąsiednich wyspach.

## Charakterystyka
Długość ciała 11–15 cm, masa ciała 9–12 g. Występuje dymorfizm płciowy. Samce są żywiej ubarwione niż samice. Swą nazwę zawdzięczają dziobowi, który z profilu przypomina szufelkę. Składają tylko 2 jaja do hamakowatego gniazda z drobnych patyczków. Poza tym zachowują się jak muchołówki.

## Systematyka

### Etymologia
- Machaerirhynchus (Machaerirhuynchus, Macheirhynchus, Machirhynchus, Machaerorhynchus): gr. μαχαιρα makhaira „duży nóż, sztylet”; ῥυγχος rhunkhos „dziób”[9].

### Podział systematyczny
Taksonyy wyodrębnione z rodziny monarek (Monarchidae); w takim ujęciu do rodziny należy jeden rodzaj z dwoma gatunkami:
- Machaerirhynchus flaviventer Gould, 1851 – szuflodziobek żółtobrewy
- Machaerirhynchus nigripectus Schlegel, 1871 – szuflodziobek tarczowy